# Виргевер, Ник
Ник Виргевер (нидерл. Nick Viergever; род. 3 августа 1989, Капелле-ан-ден-Эйссел, Южная Голландия) — нидерландский футболист, защитник и капитан клуба «Утрехт».
Выступал за сборную Нидерландов.

## Карьера

### Клубная
Воспитанник роттердамской «Спарты». Дебютировал в основном составе роттердамского клуба 10 мая 2009 года в матче последнего тура чемпионата Нидерландов 2008/09 против НЕКа. В следующем сезоне Виргевер провёл за «Спарту» 35 матчей в различных турнирах, в том числе 3 — в плей-офф за выживание, по итогам которого роттердамцы покинули Эредивизи.
В июне 2010 года Ник Виргевер перешёл в АЗ. Дебютировал в составе «красно-белых» в матче первого тура чемпионата Нидерландов 2010/11 против НАКа. Также в сезоне 2010/11 Виргевен дебютировал в еврокубках. Первым матчем для защитника в Лиге Европы стала первая игра третьего квалификационного раунда против «Гётеборга».
В матче первого тура следующего чемпионата Ник Виргевен забил первый гол в своей профессиональной карьере, поразив дальним ударом ворота ПСВ.
В мае 2014 года было объявлено, что Виргевер начнёт новый сезон в «Аяксе», с которым игрок подписал 4-летний контракт.
В мае 2018 года подписал четырёхлетний контракт с ПСВ.
Летом 2022 года перешёл в «Утрехт», подписав с клубом двухлетний контракт.
В мае 2024 года продлил контракт с «Утрехтом» до лета 2025 года. В апреле 2025 года продлил контракт до середины 2026 года.

### В сборной
В 2009—2010 годах Ник Виргевер провёл 5 матчей за молодёжную сборную Нидерландов. В начале мая защитник был включен главным тренером сборной Нидерландов Бертом ван Марвейком в расширенный список игроков для участия в чемпионате Европы 2012.
В окончательную заявку на турнир футболист не попал. Дебютировал в сборной 15 августа 2012 года в товарищеском матче с командой Бельгии.

## Достижения
АЗ
- Обладатель Кубка Нидерландов: 2012/13

«Аякс»
- Финалист Лиги Европы: 2016/17

ПСВ
- Обладатель Суперкубка Нидерландов: 2021

## Статистика

### Выступления за клубы
| Клуб               | Сезон     | Национальный чемпионат | Национальный чемпионат | Национальный чемпионат | Национальные кубки Плей-офф | Национальные кубки Плей-офф | Еврокубки | Еврокубки | Всего | Всего |
| Клуб               | Сезон     | Лига                   | Игры                   | Голы                   | Игры                        | Голы                        | Игры      | Голы      | Игры  | Голы  |
| ------------------ | --------- | ---------------------- | ---------------------- | ---------------------- | --------------------------- | --------------------------- | --------- | --------- | ----- | ----- |
| Спарта (Роттердам) | 2008/2009 | Эредивизи              | 1                      | 0                      | 0                           | 0                           | 0         | 0         | 1     | 0     |
| Спарта (Роттердам) | 2009/2010 | Эредивизи              | 29                     | 0                      | 6                           | 0                           | 0         | 0         | 35    | 0     |
| Всего за «Спарту»  |           |                        | 30                     | 0                      | 6                           | 0                           | 0         | 0         | 36    | 0     |
| АЗ                 | 2010/2011 | Эредивизи              | 16                     | 0                      | 0                           | 0                           | 3         | 0         | 19    | 0     |
| АЗ                 | 2011/2012 | Эредивизи              | 30                     | 2                      | 5                           | 1                           | 14        | 0         | 49    | 3     |
| АЗ                 | 2011/2012 | Эредивизи              | 21                     | 0                      | 5                           | 0                           | 2         | 0         | 28    | 0     |
| Всего за «АЗ»      |           |                        | 67                     | 2                      | 10                          | 1                           | 19        | 0         | 96    | 3     |
| Всего              |           |                        | 97                     | 2                      | 16                          | 1                           | 19        | 0         | 132   | 3     |

### Матчи Виргевера за сборную Нидерландов
| Матчи Виргевера за сборную Нидерландов | Матчи Виргевера за сборную Нидерландов | Матчи Виргевера за сборную Нидерландов | Матчи Виргевера за сборную Нидерландов | Матчи Виргевера за сборную Нидерландов | Матчи Виргевера за сборную Нидерландов |
| -------------------------------------- | -------------------------------------- | -------------------------------------- | -------------------------------------- | -------------------------------------- | -------------------------------------- |
| №                                      | Дата                                   | Соперник                               | Счёт                                   | Голы Виргевера                         | Соревнование                           |
| 1                                      | 15 августа 2012                        | Бельгия                                | 2:4                                    | —                                      | Товарищеский матч                      |
| 2                                      | 28 марта 2017                          | Италия                                 | 1:2                                    | —                                      | Товарищеский матч                      |
| 3                                      | 31 мая 2017                            | Марокко                                | 2:1                                    | —                                      | Товарищеский матч                      |

Итого: 3 матча / 0 голов; 1 победа, 0 ничьих, 2 поражения.